# Büddenstedt
Büddenstedt là một đô thị của huyện Helmstedt, bang Niedersachsen, Đức. Đô thị này có diện tích 19,54 km². Đô thị này có cự ly khoảng6 km về phía nam của Helmstedt.